# Tabouret de bar
 (février 2024).
Si vous disposez d'ouvrages ou d'articles de référence ou si vous connaissez des sites web de qualité traitant du thème abordé ici, merci de compléter l'article en donnant les références utiles à sa vérifiabilité et en les liant à la section « Notes et références ».
Pour les articles homonymes, voir Tabouret (homonymie).

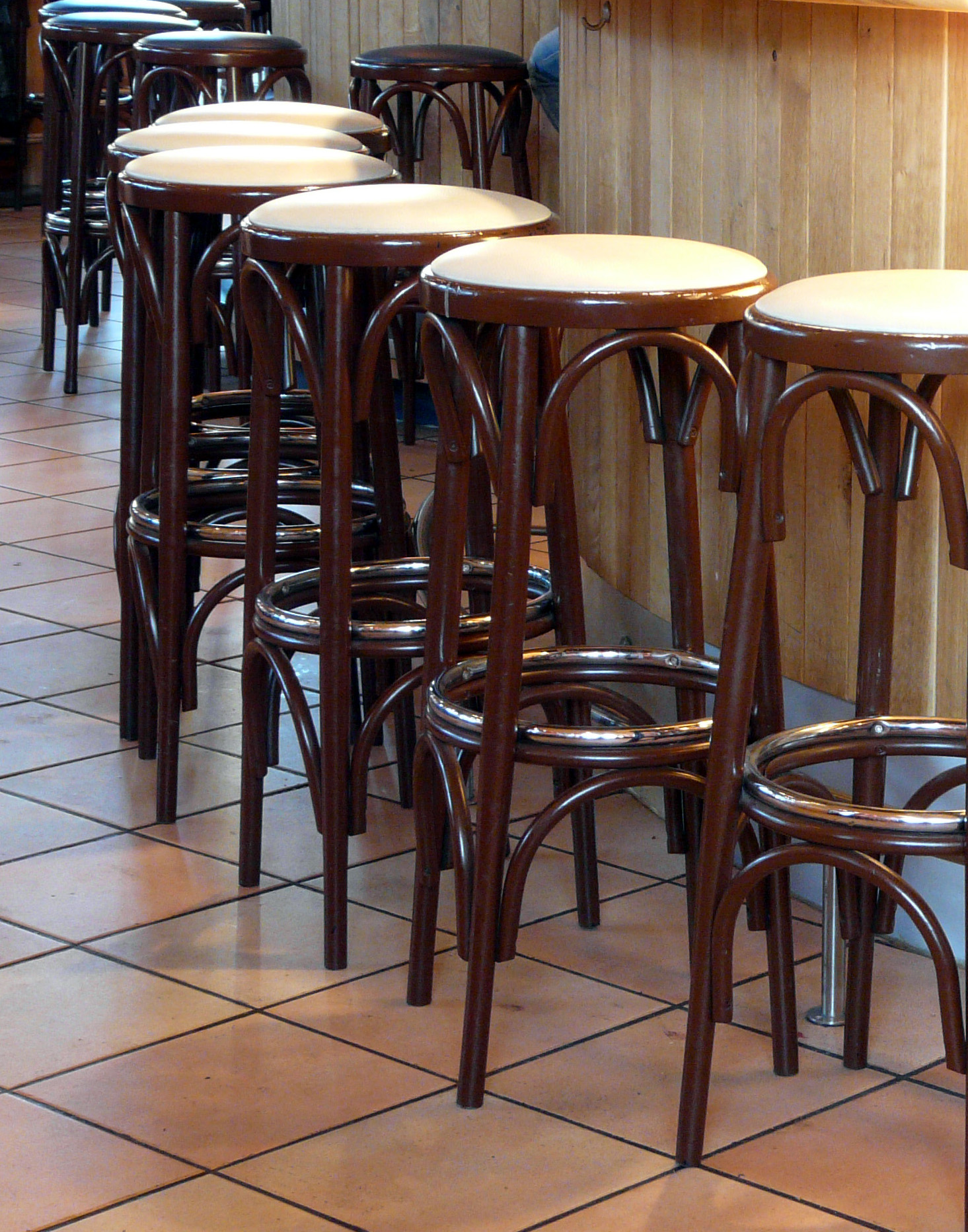
Plusieurs tabourets de bar.

Le tabouret de bar est un type de tabouret étroit et haut, comportant souvent un repose-pieds, conçu pour s'asseoir au comptoir des bars. Il peut être mobile ou fixé au sol. Son usage s'est répandu dans les cuisines de particuliers disposant d'un comptoir.